# Phalangopsis kysuia
Phalangopsis kysuia — вид прямокрилих комах родини Phalangopsidae. Описаний у 2020 році.

## Поширення
Ендемік Бразилії. Типові зразки виявлені в печері Каса-де-Педра-да-Навалья у муніципалітеті Апіакас на півночі штату Мату-Гросу. Крім того зразки виду знайдені у печерах Ончінья (штат Амазонас) та Каса-де-Педра-ду-Пена (Мату-Гросу).

## Назва
Видова назва kysuia мовою апіака перекладається як «цвіркун».

## Опис
Тіло жовтувато-коричневого кольору, голова дещо світліша. Передньоспинка з білуватими плямами. Живіт сірувато-білий напівпрозорий вентрально і жовтувато-коричневий дорсально.